# Gőtehalalakúak
A gőtehalalakúak (Lepidosireniformes) a csontos halak (Osteichthyes) főosztályába a bojtosúszójú halak (Sarcopterygii) osztályába tartozó rend. 2 család és 5 faj tartozik a rendhez.

## Rendszertani felosztásuk
A rendbe az alábbi családok és fajok tartoznak.
- dél-amerikai gőtehalfélék (Lepidosirenidae) – 1 nem tartozik a családhoz
  - Lepidosiren (Fitzinger, 1837) – 1 faj
    - dél-amerikai gőtehal (Lepidosiren paradoxa)

- afrikai gőtehalfélék (Protopteridae) – 1 nem tartozik a családhoz
  - Protopterus (Owen, 1839) – 4 faj
    - etióp gőtehal (Protopterus aethiopicus)
    - kelet-afrikai gőtehal (Protopterus amphibius)
    - afrikai gőtehal (Protopterus annectens)
    - kongói gőtehal (Protopterus dolloi)

## Filogenetika
```
Osztály 
Sarcopterygii

Alosztály 
Dipnoi

,--†Család 
Diabolichthyidae

| ,--†Család 
Uranolophidae

| |  __,--†Család 
Speonesydrionidae

'-|-|  '--†Család 
Dipnorhynchidae

   |     ,--†Család 
Stomiahykidae

    '---| ___ ,--†Család Chirodipteridae
          |       '-|--†Család Holodontidae
          |------†Család 
Dipteridae

          |  __,--†Család 
Fleurantiidae

          '-|  '--†Család 
Rhynchodipteridae

              '--†Család 
Phaneropleuridae

                     | ,--†Család 
Ctenodontidae

                       '-| ,--†Család 
Sagenodontidae

                          '-|--†Család Gnathorhizidae
                             '--Rend 
Ceratodontiformes

                                  |--†Család Asiatoceratodontidae
                                  |--†Család Ptychoceratodontidae
                                  |--Család Ceratodontidae
                                  |  '--†Faj 
Ceratodus

                                  |  '--†Faj 
Metaceratodus

                                   '--Család 
Neoceratodontidae

                                        | '--†Faj 
Mioceratodus

                                        | '--Faj 
Neoceratodus

                                        '--
Rend Lepidosireniformes

                                               '--Család Lepidosirenidae – dél-amerikai tüdőshalfélék 
                                               '--Család Protopteridae – afrikai tüdőshalfélék
```